# Lijst van schepen van de United States Navy (X)
A · B · C · D · E · F · G · H · I · J · K · L · M · N · O · P · Q · R · S · T · U · V · W · X · Y · Z
- X-1 Submarine
- USS Xanthus (AR-19)
- USS Xarifa (SP-581)
- USS Xenia (AKA-51)